# Johannes Bøggild
Johannes Bøggild (født 17. juli 1920 i Fredericia, død 10. maj 2000) var medlem af Folketinget fra Venstre 4. december 1973 til 13. februar 1974. Han blev cand.polit. i 1944. Han arbejdede bl.a. som journalist.
Han var søn af skoleinspektør Peter Christensen og Ingeborg Bøggild.
Han var sproglig student fra Fredericia Gymnasium i 1938. I 1944 blev han cand. polit. fra Københavns Universitet.
Han blev valgt ind i Folketinget for Venstre i Storstrøms Amtskreds 4. december 1973 men nedlagde sit mandat 13. februar 1974, da han var blevet chefredaktør. Han var kandidat for Venstre i Præstøkredsen 1973-1974.

## Beskæftigelse
Privatmanuduktør ved universitetet 1941-1946. Censor i økonomi ved Århus Universitet. Hos Handelsministeriet, Industrirådet, Arbejds- og Socialministeriet 1944-48, Finansministeriet 1967-68. Direktør for Jyske Sparekassers Kapitalfond 1969, for sparekassen Bikuben 1971. Som journalist var han lederskribent ved Dagbladet Børsen 1945-48, økonomisk medarbejder ved Berlingske Aftenavis 1948-50, hos Berlingske Tidende redaktør af erhvervssider 1950-56, lederskribent og markedsmedarbejder 1956-67, kommentator ved Danmarks Radio 1967, ved TV-Avisen 1968-69. Kommentator ved adskillige dagblade og tidsskrifter. Han var chefredaktør for Landsbladet fra 1973.

## Publikationer
Medforfatter af betænkningen om sammenslutningsproblematikken for jyske sparekasser.